# Messapia (Schiff)
Die Messapia war ein 1952 in Dienst gestelltes Passagierschiff der italienischen Reederei Adriatica di Navigazione. Sie stand bis 1975 im Linienverkehr von Venedig nach Alexandria im Einsatz und ging anschließend als Zamzam nach Saudi-Arabien. 1993 wurde das Schiff aus dem Register gelöscht, sein genauer Verbleib ist unbekannt.

## Geschichte
Die Messapia entstand unter der Baunummer 140 in der Werft von Cantieri Navale Taranto in Tarent und lief am 13. März 1952 vom Stapel. Nach der Ablieferung an die Adriatica di Navigazione im Oktober 1952 nahm sie den Liniendienst von Venedig über Piräus nach Alexandria auf. Ihr Schwesterschiff war die 1951 in Dienst gestellte Enotria.
Die Passagiereinrichtungen der Messapia galten bei ihrer Indienststellung als überaus modern. Neben 367 Passagieren konnte sie auch bis zu 2250 Tonnen Ladung befördern.
Nach mehr als 20 Jahren wurde der Liniendienst nach Alexandria in den 1970er Jahren immer unwirtschaftlicher, so dass die Messapia 1975 ausgemustert wurde. Noch im selben Jahr wurde sie an die in Saudi-Arabien ansässige Reederei Orri Navigation Lines verkauft und erhielt den Namen Zamzam. Auch ihr Schwesterschiff Enotria wurde 1975 verkauft, erlitt jedoch 1979 Schiffbruch. Die Zamzam befand sich zu diesem Zeitpunkt noch im aktiven Dienst, ihr weiterer Verbleib ist jedoch ungewiss. Bekannt ist lediglich, dass das Schiff 1993 aus dem Register gestrichen wurde und somit zu diesem Zeitpunkt wohl nicht mehr existierte.